# Killepitsch
Killepitsch é um licor de ervas, com 42% de teor alcoólico, criado em Düsseldorf. Fabricado pela Peter Busch GmbH & Co, o licor resulta da combinação de mais de 90 frutas, ervas e outros ingredientes.